# Guy van Roye
Guy III van Roye(Muret circa 1346 - Voltri, 1409) was een Frans jurist en prelaat in de 14e-15e eeuw. Hij was bisschop in 6 bisdommen, wat hij te danken had aan zijn uitgesproken steun voor de tegenpausen in Avignon. Hij bezat een van de grootste boekencollecties van Frankrijk.

## Levensloop

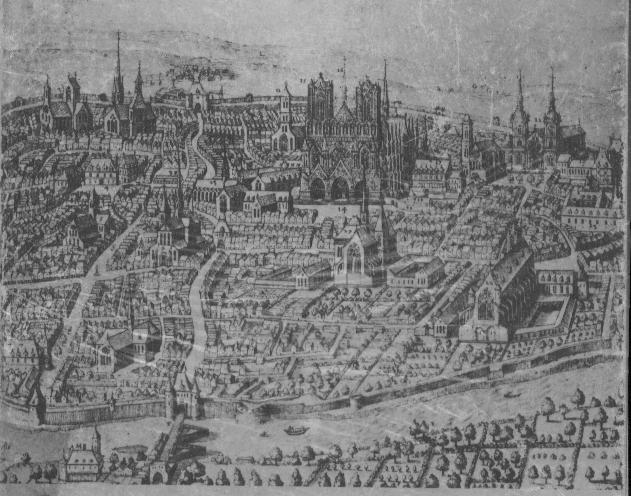
Reims, 14e eeuw, bisschopszetel van de primaat van Belgica

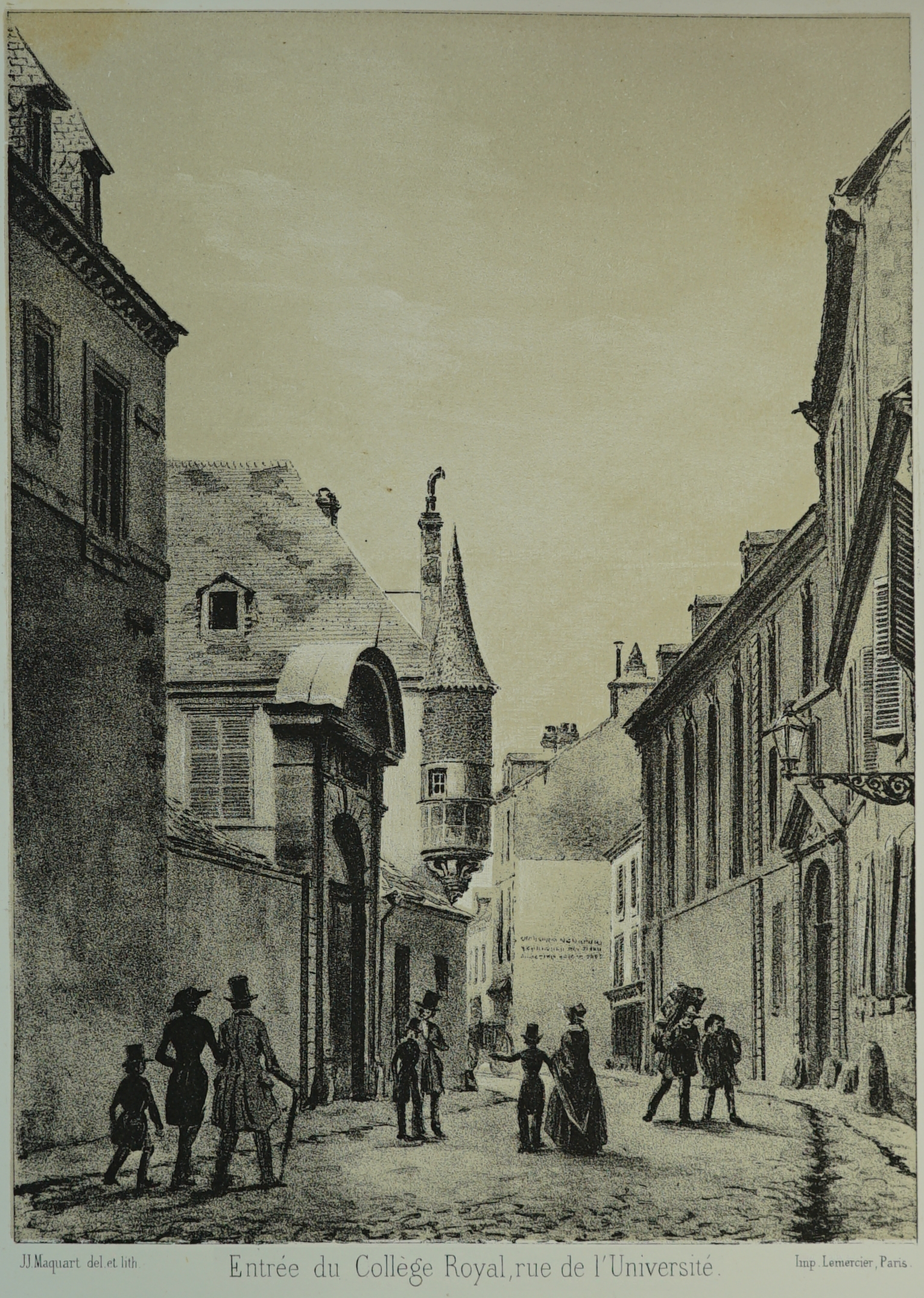
Guy van Roye stichtte het College van Reims (links) in Parijs.

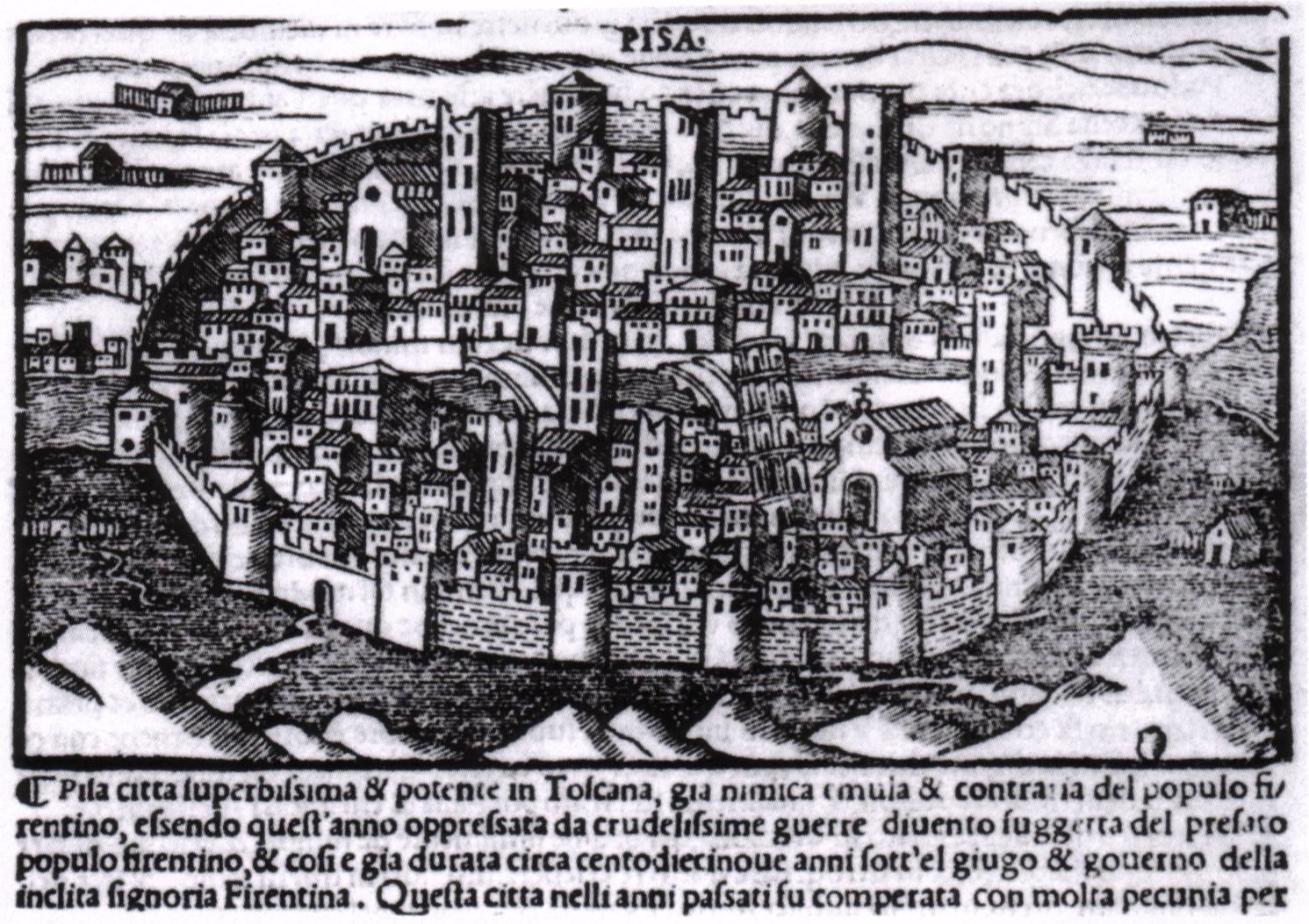
Het Concilie van Pisa moest het Westers Schisma beëindigen. Guy kwam nooit aan.

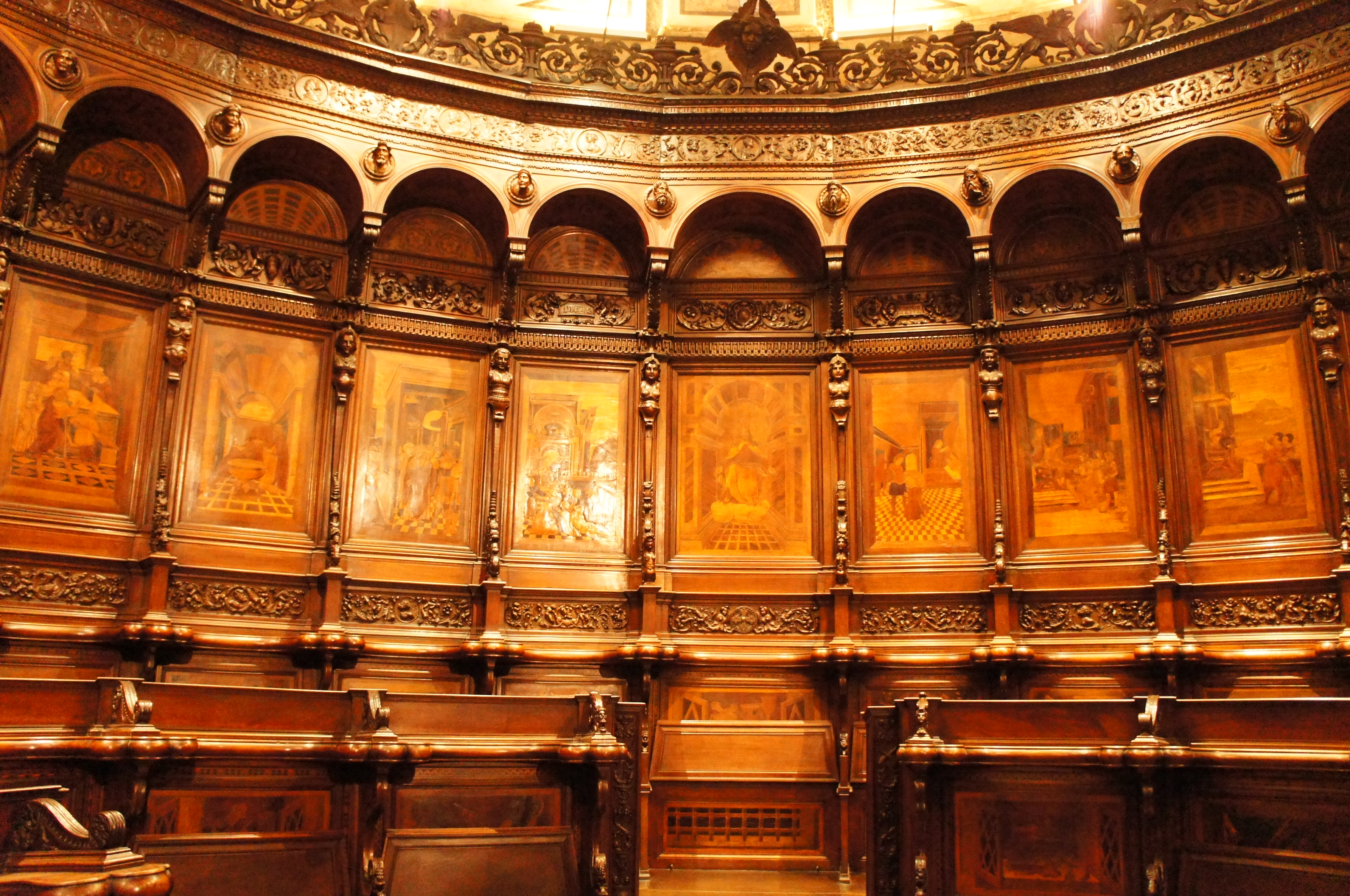
Kathedraal van Genua, waar Guy van Roye begraven werd.

### Jonge jaren
Guy was afkomstig van Picardië in het koninkrijk Frankrijk dat geteisterd was door de Honderdjarige Oorlog. Hij was een telg in een zijlijn van de heren van Roye, een familie van soldaten en abten in dienst van de koning van Frankrijk. De ambitie leefde in deze familie om in het feodale Frankrijk hogerop te geraken dan de heerlijkheid Roye (Picardië). Zijn ouders waren Mathieu van Roye en Jeanne van Chérizy. Drie broers van Guy gingen in het leger van de koning, één broer werd pastoor. Guy koos voor studies rechten in gerenommeerde universiteiten van die tijd. Hij begon studies vrije kunsten en rechten aan de universiteit van Parijs (circa 1360). Vervolgens studeerde hij rechten in Orléans en Bologna (1370), en nadien terug in Orléans. Hij studeerde er af als gediplomeerd jurist en baccalaureus in het kerkelijk recht (1374). Hij was toen circa 30 jaar. Tijdens de vele studiejaren had hij van paus Clemens V een prebende gekregen van de kathedralen van Amiens en van Noyon. Dit had hem als student een inkomen gegeven.
Als afgestudeerd jurist werd hij kanunnik in de Sint-Lambertuskathedraal van Luik, wat hij combineerde met een prebende van de kapittelkerk van Saint-Quentin (1374). Hij bleef er niet lang.

### Avignon
Guy geraakte volop betrokken in de juridische discussies van het Groot Westers schisma. Hij koos resoluut partij voor de tegenpausen in Avignon. Guy trok naar Avignon, naar de residentie van de tegenpaus (1375). Hij kocht een huis in Avignon, waar hij het grootste deel van zijn tijd verbleef, ook toen hij bisschopsambten kreeg. Guy werkte als juridisch adviseur bij de Rota, de hoogste pauselijke rechtbank (van de tegenpaus). Guy werd later bevorderd tot auditeur van de Rota. Kardinaal Robert van Genève was tevreden met zijn werk als jurist; Robert werd de latere tegenpaus Clemens VII in 1378 en bleef de beschermfiguur van Guy van Roye. Dit bleek al snel door de vele bisschopsbenoemingen voor Guy, wat zelfs in die tijd als opvallend veel werd beschouwd. De cumul van bisdommen was voor Guy toegestaan, met pauselijke goedkeuring.

### Bisdommen en aartsbisdommen
Guy werd bisschop van de volgende (aarts)bisdommen:
- graaf-bisschop van Verdun (1375-1379). Guy had slechte relaties met het kapittel van Verdun, zodat paus Clemens VII Guy terugtrok als bisschop en een post in Dol in Bretagne bezorgde.
- bisschop van Dol (1381-1382). Guy reisde nooit van Avignon naar Dol.
- aartsbisschop van Tours (1382-1384). Guy was niet tevreden met de lage inkomsten in Tours, wat veroorzaakt was door verarming van het aartsbisdom tijdens de Honderdjarige Oorlog.
- bisschop van Castres (1383-1386). Guy kreeg snel het bisdom Castres erbij. Dit was geen degradatie als aartsbisschop. Het liep hem toe inkomsten te combineren, terwijl hij verder leefde en werkte aan het pauselijk hof in Avignon.
- aartsbisschop van Sens (1385-1390). Guy kreeg het ambt in Sens, zodat het bisdom Parijs tot zijn kerkprovincie behoorde.[3] Dit was een geschenk van Avignon omwille van de politieke steun van Guy ten voordele van de tegenpaus in Avignon.
- hertog-aartsbisschop van Reims (1390-1409). Hij droeg in Reims ook de titel van primaat van Belgica. Het gaf hem het recht koningen te kronen, als pair van de koning. Hiermee was de jurist Guy van Roye op het toppunt van zijn carrière. In Parijs richtte hij een universitaire instelling op, het College van Reims (1399). Dit college bleef bestaan tot in 1762, toen de universiteit van Parijs het overnam. Het College van Reims was gelegen in de Rue des Sept-Voies, vandaag Rue Valette. Dit college bevond zich tegenover het veel oudere Sint-Barbaracollege. Het College van Reims trok studenten uit Roye aan, maar vooral uit de stad Reims.[4]

Overigens liet Guy zich nauwelijks zien in Reims. De aartsbisschop bezocht nooit parochies. Hij liet synoden samenroepen die voorgezeten werden door zijn vicaris-generaal. In de kerkprovincie Reims en in de Staten-Generaal in Parijs gingen in de jaren 1390 meer en meer stemmen op om de tegenpaus in Avignon af te vallen. Guy, als exponent van de kerkenpolitiek van de tegenpaus, ging heftig te keer tegen deze nieuwe politieke trend. Toen een kluizenaar zich in Reims vestigde en predikte tegen de praal van tegenpaus en aartsbisschop Guy, greep Guy in. Guy liet de kluizenaar arresteren. Aartsbisschop Guy van Roye kreeg meer politieke tegenwind in Parijs, toen bleek dat Guy zijn broers in het leger en het hof beïnvloedde, ten gunste van Avignon.

## Overlijden
In het jaar 1409 trok Guy met een groepje bevriende prelaten en hun dienaren naar het Concilie van Pisa. De inzet was het afschaffen van het pausdom in Avignon. Onderweg nabij Genua, hield de delegatie halt in de herberg van het dorpje Voltri. In Voltri ontstond een ruzie tussen een hoefsmid uit het Franse gevolg en een Italiaanse hoefsmid. De eerste doodde de laatstgenoemde. Hierop troepte het dorp luidkeels samen voor de herberg. Guy liep naar buiten naar het tumult. Een boogschutter schoot vanuit een raam een pijl in de borst van Guy. Guy was op slag dood. Het Groot Westers schisma was zo goed als opgelost, schreef een kroniekschrijver hierover. Historici hebben lang gedacht dat het om een politieke moord ging, die zijn tegenstanders in Parijs hadden gepland. Vandaag gaat men ervan uit dat het een uit de hand gelopen herbergruzie was, waarbij anti-Franse gevoelens bij de Genuezen hebben meegespeeld. De republiek Genua verzette zich immers al lang tegen een Franse annexatie.
Guy werd onmiddellijk begraven in de kathedraal van San Lorenzo in Genua. Het praalgraf dat hij voorzien had in de kathedraal van Reims, kwam er nooit.
De reusachtige bibliotheek van Guy met 320 manuscripten werd via testament verdeeld. Het kwam bij verschillende prelaten terecht. De collectie bevatte onder meer de Codex van keizer Justinianus I, de Postilles van Nicolas de Lire, Homelies van Origenes, de Summa Theologia van Alexander van Halès, Manipulus Florum van Thomas van Ierland, Compendium Theologiae van Thomas van Aquino, Speculum Historiale van Vincent de Beauvais en de Decretales van Nicolas van Ennezat. De collectie bevat ook Italiaanse woordenlijsten en naslagwerken. Er waren ook Latijnse tractaten over de landbouw, de Metamorphoses van Ovidius, werken van Titus Livius, Valerius Maximus en Flavius Josephus uit de Romeinse oudheid. Guy bezat ook een middeleeuws commentaar over de geneeskunde bedreven door de Romein Galenus. Hij bezat meer dan 30 boeken over kanoniek recht, naast tal van juridische bronnen. De reden dat deze boeken nauwkeurig bekend zijn, is het feit dat zij opgenoemd waren in zijn testament. Ook de aankopen die Guy gedaan had bij Italiaanse kardinalen in Avignon waren allemaal genoteerd.
- Bibliothèque nationale de France: cb11993427k (data)
- Gemeinsame Normdatei: 100553524
- International Standard Name Identifier: 0000 0000 9793 7991
- Library of Congress Control Number: nr93009264
- Système universitaire de documentation: 09432722X
- Virtual International Authority File: 64014751
- WorldCat: E39PBJgH9qDM7JkQQWdTHhhj4q